# 聖瑪利亞伊斯瓦坦
14°11′N 90°16′W / 14.183°N 90.267°W
聖瑪利亞伊斯瓦坦（西班牙語：Santa María Ixhuatán），是危地馬拉的城鎮，位於該國南部，由聖羅薩省負責管轄，面積113平方公里，海拔高度1,343米，2002年人口19,480，人口密度每平方公里172.39人。